# For Those About to Rock (film)
Cet article concerne le film. Pour l'album, voir For Those About to Rock We Salute You.
Pour plus de détails, voir Fiche technique et Distribution.
For Those About to Rock: Monster in Moscow est une vidéo regroupant des extraits des concerts de AC/DC, Metallica, Pantera, The Black Crowes et E.S.T. (groupe local russe, à ne pas confondre avec le groupe suédois Esbjörn Svensson Trio) donnés lors du festival Monsters of Rock dans un aéroport de Moscou le 28 septembre 1991, quelques jours après le putsch de Moscou. La vidéo est sortie en VHS en 1993 et a été rééditée en DVD en 2006.
Ce concert fut un des plus grands de l'histoire avec entre 500 000 (chiffre donné par l'armée qui assurait la sécurité) et 1,6 million (chiffre donné par l'organisation) de spectateurs.[réf. souhaitée]
Hormis Back in Black, les performances d'AC/DC du film sont re-sorties en 2007 sur le DVD 2 de Plug Me In. Bien que Plug Me In contienne une vidéo intitulée « Back in Black (Tushino Airfield, Moscow, September 1991) », celle-ci ne propose qu'une dizaine de secondes de la vidéo de cette performance.

## Fiche technique
- Titre : For Those About to Rock: Monsters in Moscow
- Réalisation : Wayne Isham
- Production : Joseph Plewa
- Pays de production :  États-Unis
- Genre : Film de concert
- Durée : 84 minutes
- Dates de sortie : 
  - États-Unis : 14 octobre 1992

## Liste des titres joués

### Pantera
1. Cowboys from Hell
2. Primal Concrete Sledge
3. Psycho Holiday
4. Domination

### E.S.T.
1. Bully

### The Black Crowes
1. Stare It Cold
2. Rainy Day Woman

### Metallica
1. Enter Sandman
2. Creeping Death
3. Fade to Black

#### Interprètes
- James Hetfield  : chant / guitare rythmique
- Kirk Hammett : guitare solo
- Jason Newsted : basse
- Lars Ulrich : batterie

### AC/DC
1. Back in Black
2. Highway to Hell
3. Whole Lotta Rosie
4. For Those About to Rock (We Salute You)

#### Interprètes
- Brian Johnson : chants
- Angus Young : guitare solo
- Malcolm Young : guitare rythmique
- Cliff Williams : basse
- Chris Slade : batterie